# Понделово
Понделово (рос. Понделово) — присілок у Кінгісеппському районі Ленінградської області Російської Федерації.
Населення становить 6 осіб. Належить до муніципального утворення Котельське сільське поселення.

## Історія
Згідно із законом від 28 жовтня 2004 року № 81-оз належить до муніципального утворення Котельське сільське поселення.

## Населення
| 1838 | 1848 | 1857 | 1862 | 1882 | 1899 | 1997 |
| ---- | ---- | ---- | ---- | ---- | ---- | ---- |
| 72   | ↘69  | ↘67  | ↗69  | ↗115 | ↗122 | ↘22  |
| 2007 | 2010 | 2017 |      |      |      |      |
| ↘9   | ↗11  | ↘6   |      |      |      |      |